# 9156 Malanin
9156 Malanin eller 1982 TQ2 är en asteroid i huvudbältet som upptäcktes den 15 oktober 1982 av den sovjetisk-ryska astronomen Ljudmila Zjuravljova vid Krims astrofysiska observatorium på Krim. Den är uppkallad efter Ivan I. Malanin.
Asteroiden har en diameter på ungefär 4 kilometer.